# 阿里·阿拉塔斯
阿里·阿拉塔斯（1932年11月4日—2008年12月11日），印度尼西亚外交官。
曾兩度擔任印度尼西亞駐聯合國大使。1988年至1999年期间任印尼外交部长，为该国迄今为止任职时间最长的外长。外长任内，曾致力于调解柬埔寨各方势力的冲突。

## 荣誉

### 外国勋章奖章
- 旭日大绶章（日本，2007年公布[3]）